# Tales from the Thousand Lakes
Tales from the Thousand Lakes är bandet Amorphis andra studioalbum, släppt 1994. I albumet används för första gången många av de musikaliska drag som senare blivit typiska för bandet, som Kalevala-tema i texterna. Albumet gjordes huvudsakligen med samma line-up som det föregående albumet, bortsett från att  Kasper Mårtenson hade gått med i bandet som vanlig keyboardist, medan trummisen Jan Rechberger hade spelat klaviaturmönstren på det förra albumet. Kyyrias sångare Ville Tuomi framförde de rena sångpartierna i albumet. En av de mest kända låtarna från albumet är " Black Winter Day ", som också släpptes som EP lite senare. EP:n i fråga är också ett bonusmaterial på återutgivningen av albumet.

## Inspelning
Albumet spelades in i Sunlight studios i Sverige, där Amorphis också hade spelat in sitt tidigare album. Bandet hade en tydlig bild av hurdan typ av musik de ville skapa, vilket överraskade producenten Tomas Skogsberg. Han hade förväntat sig traditionell death metal och kunde inte tro att bandet var seriöst. Han frågade till och med medlemmarna i bandet ifall skivbolaget verkligen visste vad de höll på med.
Idén att använda ren sång kom till under inspelningarna. När man funderade på en lämplig sångare fastnade bandet för Ville Tuome på grund av hans personliga röst. Tuome kontaktades och gick med på att komma med på albumet.

## Albumet musikaliskt sett
Låtarna på bandet har bandets typiska death metal sound, även om musiken är mer melodisk än tidigare musik av bandet. Det långsammare tempot, jämfört med det tidigare albumet, påminner om doom metal. Utöver det här fanns det också musikaliska influenser från folkmusik och etnojazzbandet Piirpauke, enligt gitarristen Esa Holopainen.
Texterna till de flesta av låtarna är hämtade från Keith Bosleys engelska version av Kalevala från 1989. Undantagen är låtarna First Doom och Forgotten Sunrise vars texter Esa Holopainen skrev. Exempelvis handlar Into Hiding om Lemminkäinens flykt från Pohjolas fester, Black Winter Day om Pohjolas dotters sorger på sin bröllopsdag och Drowned Maid om Ainos död.
Utöver Kalevalatemat innehåller albumet också annat som kan kopplas till folkminne: början av låten Magic and Mayhem bygger på den kända folksången Soittajapaimen.

## Turnéer
Innan Tales from the Thousand Lakes hade Amorphis bara uppträtt i Finland och ordnat sina egna liveframträdanden. I och med den nya skivan förändrades skivbolaget Relapses och den europeiska distributörens syn på bandet på ett positivt sätt. Nu började ett flertal uppträdanden utomlands organiseras för bandet. Först uppträdde bandet på Nuclear Blast-turnén i Europa tillsammans med Benediction, Hypocrisy, Dismember och Meshuggah. Med var också Ville Tuomi, som återvände som sessionssångare, men sedan lämnade bandet för att satsa på sitt huvudsakliga band Kyyria. Amorphis ville hitta en personlig sångare att ersätta Tuomi för att framföra rena låtar, men de bestämde sig för att klara sig utan när de inte kunde hitta en lämplig person.
Efter den här turnén samt en tysk turné ombads Amorphis att öppna för Entombed på deras USA-turné. Keyboardspelaren Kasper Mårtenson ville inte vara med, lämnade bandet och ersattes av Kim Rantala.  Turnén varade i sju veckor, med början på östkusten i New England, sedan på västkusten till Seattle och Kalifornien, sedan New Mexico och Texas, och slutade i New York City på Limelight club. Spelplatserna var klubbar och restauranger i olika storlekar, men mottagandet var positivt och bandets fans var med vid varje konsert. Bandet fick inte mycket pengar från sitt skivbolag, så de fick åka i en skåpbil och hade bara råd att boka ett motellrum för natten.
Året därpå, 1995, återvände Amorphis till Europa för att turnera i Tyskland och Italien som öppningsakt för Paradise Lost. Innan dess följde ytterligare ett laguppställningsbyte, då Jan Rechberger fick sparken från bandet av personliga skäl. Pekka Kasari, känd från Stone, ersatte honom.  Till skillnad från i USA uppträdde bandet mestadels i stora salar på turné. Förutsättningarna var ändå bättre, eftersom bandet hade en dubbeldäckare och eget kök.

Efter utgivningen var Tales from the Thousand Lakes ett av årets bästsäljande metallalbum. Speciellt uppskattat var det i Europa och USA. Detta gjorde Amorphis till det mest internationellt framgångsrika finska bandet vid den tiden, och albumet är fortfarande bland de mest sålda finska metalalbumen.  År 2002 hade 250 000 exemplar sålts.
Många anser att Tales from the Thousand Lakes är Amorphis mest betydande musiksläpp och att albumet är ett av finländsk metals signaturverk. År 2005 tog Soundi  med albumet på listan över de bästa finska albumen under året -- som enda death metal-album. När skivan släpptes fick den inte så mycket uppmärksamhet i finsk media eftersom death metal var mycket marginell musik på den tiden.

## Låtar
| 1.  | Thousand Lakes (instrumentell) | 2.03 |
| 2.  | Into Hiding                    | 3.45 |
| 3.  | The Castaway                   | 5.33 |
| 4.  | First Doom                     | 3.52 |
| 5.  | Black Winter Day               | 3.51 |
| 6.  | Drowned Maid                   | 4.23 |
| 7.  | In the Beginning               | 3.39 |
| 8.  | Forgotten Sunrise              | 4.54 |
| 9.  | To Fathers Cabin               | 3.47 |
| 10. | Magic And Mayhem               | 4.28 |